# La Romaine (Trinidad y Tobago)
La Romaine es una localidad de Trinidad y Tobago, que forma parte de la región de Penal-Debe.

## Geografía
La localidad abarca parte de la isla Trinidad y limita al norte con Gulf View (localidad perteneciente a la ciudad de San Fernando), al sur con Oropouche, St. John (las dos localidades pertenecientes a la región de Siparia) y La Fortune, al este con Duncan Village, Rambert Village y Hermitage Village y al oeste con el golfo de Paria.

## Demografía
Datos demográficos de la localidad de La Romaine:
| Gráfica de evolución demográfica de La Romaine entre 2000 y 2011 |
|                                                                  |